# تشانغ لين (كاتب)
تشانغ لين (بالصينية: 张林) هو كاتب صيني، ولد في 1963 في بنغبو في الصين.